# دیرک هافمایستر
دیرک هافمایستر (انگلیسی: Dirk Hafemeister; ۱۷ آوریل ۱۹۵۸ – ۳۱ اوت ۲۰۱۷) سوارکار پرش اهل آلمان بود.